# Stazione di Montefalcione
La stazione di Montefalcione è una fermata ferroviaria ubicata lungo la linea Avellino-Rocchetta Sant'Antonio. Serve il centro abitato di Montefalcione.

## Storia
La fermata venne attivata insieme alla prima parte della ferrovia da Avellino a Paternopoli il 27 ottobre 1893.
Inizialmente aveva un buon traffico, sia di passeggeri che di merci, favorendo anche lo sviluppo di una piccola frazione intorno alla stazione, nota come "contrada Stazione". Nel 1987 divenne una fermata impresenziata.
A causa dello scarso traffico dovuto al crescente utilizzo degli autobus nella zona, la fermata fu soppressa nel dicembre 2005, quando vi si fermava ormai un solo treno al giorno.
L'esercizio ferroviario sulla linea è stato sospeso il 12 dicembre 2010, e riattivato a partire dal 2016 per treni turistici, alcuni dei quali servono anche la stazione di Montefalcione.

## Strutture e impianti
La fermata è dotata di un singolo binario passante per il servizio passeggeri.
A causa del terremoto del 1980, che sconvolse le zone dell'Irpinia, il fabbricato viaggiatori di cui era dotata la stazione rimase danneggiato e venne sostituito con una struttura prefabbricata ancora oggi visibile, mentre un secondo binario e un tronchino per lo scalo merci, all'epoca presente ma ormai inutilizzato, vennero rimossi.